# اد براندنبورگ
ماریون ادگار "اِد" براندنبورگ (انگلیسی: Marion Edgar "Ed" Brandenburg؛ ۵ مه ۱۸۹۳ – ۱۷ نوامبر ۱۹۶۸) بازیگر اهل ایالات متحده آمریکا بود.
او در ۳۷ فیلم بین سال‌های ۱۹۲۲ و ۱۹۳۸ میلادی ظاهر شد و برادر بازیگر چت براندنبورگ بود.
وی در لکسینگتون، کنتاکی متولد شد و در سان گابریل، کالیفرنیا درگذشت.

## منتخب فیلم‌شناسی
- کله‌پوک‌ها (۱۹۳۸)
- خانم سوئیسی (۱۹۳۸)
- به‌سوی غرب (۱۹۳۷)
- روابط ما (۱۹۳۶)
- غلیظ‌تر از آب (۱۹۳۵)
- مادر کوچک (۱۹۲۹)
- زندان (۱۹۲۹)
- لحظه سرنوشت‌ساز (۱۹۲۸)
- دیوانه خانه (۱۹۲۸)
- عاشقی کن و اشک بریز (۱۹۲۷)
- نبرد قرن (۱۹۲۷)
- لباس نوزاد (۱۹۲۶)
- تشویق خوب (۱۹۲۶)
- سوار وحشی (۱۹۲۵)
- یک روز ناگوار (۱۹۲۲)